# Iranotmethis cyanipennis
Iranotmethis cyanipennis is een rechtvleugelig insect uit de familie Pamphagidae. De wetenschappelijke naam van deze soort is voor het eerst geldig gepubliceerd in 1884 door Saussure.